# Sérgio Abreu
Sérgio Luis Coutinho Abreu (Rio de Janeiro, 16 de outubro de 1975) é um ator brasileiro.

## Biografia
Nascido no Rio de Janeiro, participou de pequenas peças de teatro quando pequeno. Foi modelo durante o período anterior ao seu trabalho na televisão. É formado em Direito pela PUC-RJ. Sérgio também tem nacionalidade portuguesa, adquirida graças a um avô materno português, nascido em Marco de Canaveses.

## Carreira
Seu primeiro papel foi em 1996, como Rubinho em O Campeão. Logo interpretou Guilherme em 1998 na novela Brida, na extinta Rede Manchete. Também apresentou o programa Tour TNT (canal TNT). Retornou em 2001 na televisão,no seriado teen Malhação. Ele deu vida a Beto, que era dono do point da escola, e junto com Solene (Renata Dominguez), tratou de temas complexos, sendo o principal a azoospermia. Foi um dos primeiros atores a formar um casal homossexual na novela brasileira Paraíso Tropical, ao lado de Carlos Casagrande, seu companheiro na novela. Foi um dos poucos atores a trabalhar nas cinco principais emissoras de teledramaturgia do país, uma delas, a já extinta Rede Manchete. Por isso é considerado um ator experiente.Em 2005 integrou a novela Prova de Amor interpretando Murilo Vilaça, comparsa de Vitor Lopo Jr, vivido por Leonardo Vieira na trama. Em 2008, o ator, a convite de Iris Abravanel, foi chamado para fazer a novela Revelação, e veio seu primeiro protagonista na TV, com seu personagem Lucas Nogueira. 
No cinema, participou de dois filmes: Vinte e Cinco,de Maria Ribeiro e Zuzu Angel, de Sérgio Rezende. Em 2009 o ator continuou a ser contratado do SBT e participou da novela Vende-se um Véu de Noiva. Em 2010, assinou com a Rede Record para participar do reality show A Fazenda 3. Mesmo tendo ido a cinco roças, o ator retornou de todas e chegou à final do programa ao lado de Daniel Bueno e Lisi Benitez. Porém acabou a competição em segundo lugar, com uma diferença de apenas 4% dos votos em relação ao vencedor Daniel Bueno. Ganhou um KIA Sorrento como prêmio por sua colocação. 

## Filmografia

### Televisão
| Ano     | Título                   | Personagem             | Nota                                      | Emissora          |
| ------- | ------------------------ | ---------------------- | ----------------------------------------- | ----------------- |
| 1996    | O Campeão                | Rubens (Rubinho)       |                                           | Rede Bandeirantes |
| 1997    | Malhação                 | Raimundo               | Temporada 3                               | Rede Globo        |
| 1998    | Brida                    | Guilherme              |                                           | Rede Manchete     |
| 2001–03 | Malhação                 | Alberto Bandini (Beto) | Temporadas 8–10                           | Rede Globo        |
| 2005    | Prova de Amor            | Murilo Vilaça          |                                           | Rede Record       |
| 2007    | Paraíso Tropical         | Tiago Batista          |                                           | Rede Globo        |
| 2008    | Revelação                | Lucas Nogueira         |                                           | SBT               |
| 2009    | Vende-se um Véu de Noiva | Leonardo Carvalho      |                                           | SBT               |
| 2010    | A Fazenda                | Participante           | Temporada 3                               | Rede Record       |
| 2013    | Pecado Mortal            | Enfermeiro             | Episódios: "26–27 de setembro"            | Rede Record       |
| 2014    | Milagres de Jesus        | Jaime                  | Episódio: "Milagres à Beira do Mar"       | Rede Record       |
| 2014    | Conselho Tutelar         | Ronaldo                | Episódio: "1 de dezembro"                 | Rede Record       |
| 2018    | Jesus                    | Rafael                 | Episódios: "26 de dezembro–21 de janeiro" | Rede Record       |
| 2021    | Gênesis                  | Jubal                  | Fase: Arca de Noé                         | Rede Record       |
| 2024    | A Rainha da Pérsia       | Ramim                  |                                           | Rede Record       |

### Cinema
| Ano  | Título                 | Personagem | Notas          |
| ---- | ---------------------- | ---------- | -------------- |
| 2002 | Vinte e Cinco          | Zé qué-qué | Curta-metragem |
| 2006 | Zuzu Angel             | Repórter   |                |
| 2009 | Até Mais Tarde Ipanema | Branco     |                |

## No teatro
- 1996 - Hobin Hood
- 1997 - Zorro
- 1998 - A Vida é Sonho
- 1999 - Édipo Rei
- 2003 - O dia em que John Lennon morreu
- 2005/2006 - Os Segredos que só os homens têm
- 2010 - Olhe para trás com raiva
- 2011 - A Tempestade[2]
- 2015 - Os Intolerantes
- 2017 - E aí, comeu?
- 2022 - A Vingança de Shakespeare[3]